# Podgornoje (Tomszki terület)
Podgornoje (oroszul: Подгорное) falu Oroszország Tomszki területén, Nyugat-Szibériában, a Csajai járás székhelye.
Népessége: 4983 fő (a 2010. évi népszámláláskor).
Tomszk területi székhelytől 289 km-re északnyugatra, a Csaja (az Ob mellékfolyója) partján, az Iksza torkolatánál fekszik. 
A falu Klimentyjevka néven keletkezett 1901-ben, tíz évvel később kapta mai nevét. Akkor csak néhány óhitű orosz család lakott a tajgával körbezárt kis településen, 1917-ben már 40-45 háza (portája) volt. 1924-ben járási székhellyé lépett elő. 